# 長野県道171号塩田仁古田線
長野県道171号塩田仁古田線（ながのけんどう171ごう しおだにこたせん）は長野県上田市塩田地区と同市川西地区を結ぶ一般県道。

## 概要

### 路線データ
- 起点：上田市下之郷（下之郷交差点、長野県道65号上田丸子線交点）
- 終点：上田市仁古田（仁古田交差点、国道143号交点）

## 交差する道路
- 長野県道65号上田丸子線（起点）
- 長野県道177号鹿教湯別所上田線（コスモス街道、舞田交差点）
- 国道143号（終点）

## 周辺
- 上田電鉄別所線 中塩田駅
- 上田市立中塩田小学校